# Tuba Önal
Tuba Önal, znana także jako Tuğba Önal (ur. 1974 w Stambule) – turecka piosenkarka, reprezentantka Turcji w 44. Konkursie Piosenki Eurowizji w 1999 roku.

## Kariera muzyczna
W 1992 roku Tuba Önal wystąpiła jako chórzystka Sebnem Özsaran podczas jej występu w krajowych eliminacjach eurowizyjnych. Rok później wystąpiła jako liderka zespołu Pi w finale krajowych selekcji, w którym zaprezentowała utwór „Seviyorum”. Grupa zajęła ostatecznie miejsce poza pierwszą trójką głosowania jurorskiego.
W 1997 roku wystąpiła solowo w eliminacjach eurowizyjnych z utworem „Sevda bu dostum”, z którym nie dotarła na podium. W marcu 1999 roku razem z zespołem Mistik wzięła udział w finale krajowych eliminacji eurowizyjnych z piosenką „Dön artik” i zdobyła za nią największe poparcie komisji jurorskiego, dzięki czemu zajęła ostatecznie pierwsze miejsce i została wybrana na reprezentantkę Turcji w 44. Konkursie Piosenki Eurowizji organizowanym w Jerozolimie. 29 maja wystąpiła w finale widowiska i zajęła w nim ostatecznie szesnaste miejsce z 21 punktami na koncie, w tym m.in. z maksymalną notą dwunastu punktów od telewidzów z Niemiec. Podczas występu na scenie towarzyszyli jej członkowie zespołu: Aysun Sökmen, Uğur Erdoğan, Tuncay Ariğ, Gülden Özgediz i Bike Baran.
W październiku tego samego roku ukazała się debiutancka minipłyta piosenkarki zatytułowana Onun adı aşk.
W 2002 roku wzięła gościnny udział w nagraniu utworu „Söyle canım” Meliha Kibara.

## Dyskografia

### Minialbumy (EP)
- Onun adı aşk (1999)

### Single
- 1997 – „Sevda bu dostum”
- 1999 – „Dön artik” (z zespołem Mystik)